# Tűzgyújtási tilalom
Tűzgyújtási tilalmat általában akkor rendelnek el az illetékes katasztrófavédelmi hatóságok, amikor a száraz, csapadékmentes időjárás, illetve a nagy mennyiségű száraz aljnövényzet (ilyen időszak Magyarországon a hóolvadást követő időszak) könnyedén meggyulladhat, illetve a kialakult tűz könnyedén továbbterjedhet. Magyarországon a tűzgyújtási tilalmat fokozott tűzveszély fennállása esetén csak az erdészetek, illetve az erdőgazdálkodásért felelős miniszter rendelheti el.

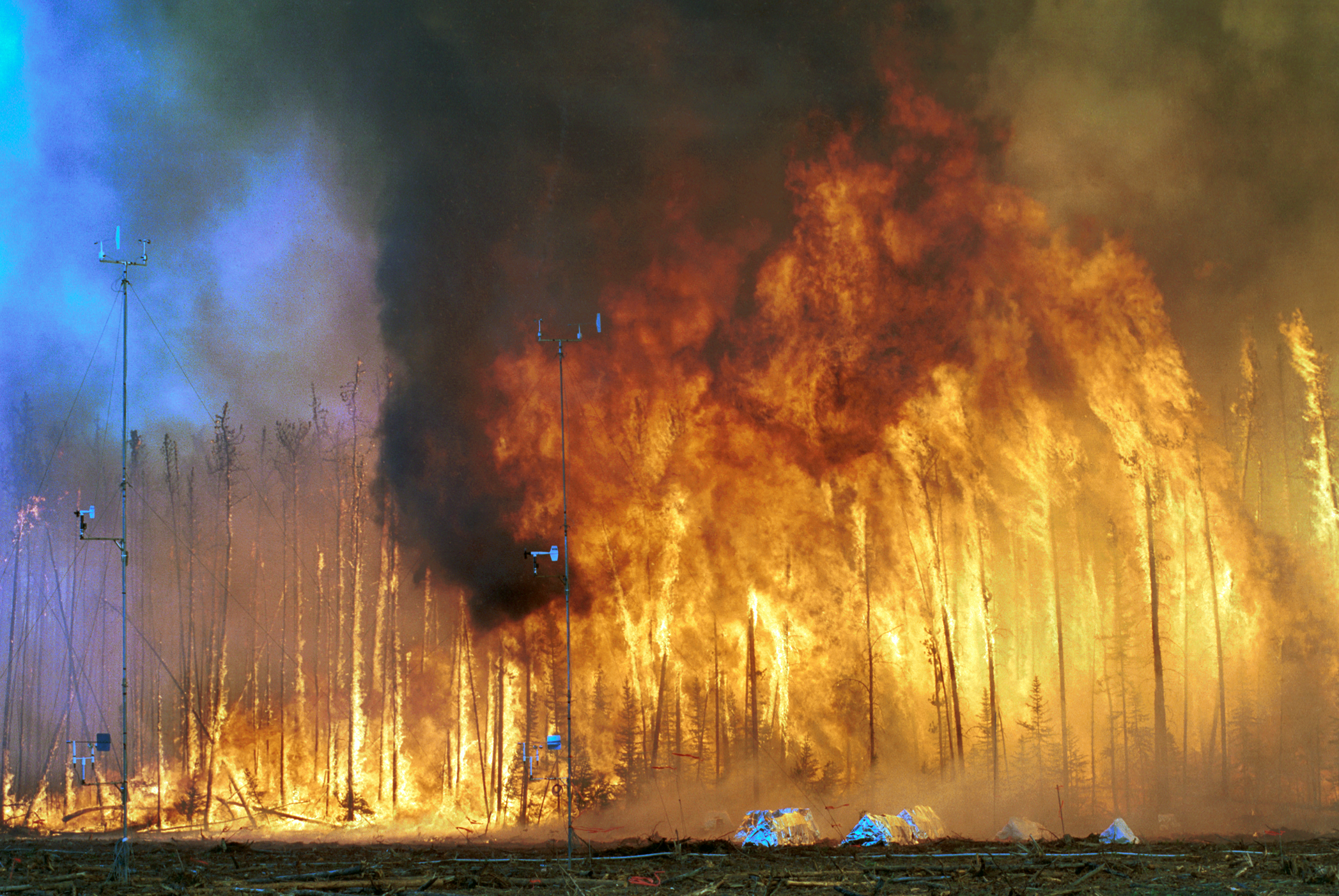
Fontos, hogy mindenki betartsa a tűzgyújtási tilalom előírásait az ilyen és ehhez hasonló tűzesetek megelőzése érdekében.

Tűzgyújtási tilalom elrendelése esetén tilos tüzet gyújtani erdőkben, fásításokban és az ezek 200 méteres körzetén belül elhelyezkedő külterületi ingatlanokon. Az ilyen területeken található tűzrakóhelyeken, vasút, vagy közút menti fásításokban is tilos tüzet gyújtani tilalom esetén és ilyenkor még a kertekben a gaz égetése sem engedélyezett. Tilos a veszélyes időszakban eldobálni az égő cigarettacsikkeket, illetve tilos őrizetlenül hagyni az esetlegesen meggyújtott tábortüzeket, azok szakszerű eloltása előtt! Lehetőleg vízzel kell eloltani az ilyen tüzeket és a hamura pedig földet kell szórni, hogy elvegyük az oxigént az esetleg még parázsló darabkák elől.
A tűzgyújtási tilalom közzétételének időpontjától a visszavonásáig érvényes!
Az emberek gondatlansága és felelőtlensége miatt keletkezik a magyarországi erdőtüzek 99%-a.